# コンゴ・オセアン鉄道

コンゴ・オセアン鉄道 (chemin de fer Congo-Océan) は、コンゴ共和国のブラザヴィルとポワントノワールの間の512kmの区間を結ぶ鉄道路線である。1921年から1934年までの間に、フランス植民地政府により、多大な人的犠牲を伴いながら建設された。1959年、独立に先立ちコンゴ及び中央アフリカ、チャド、ガボンの各自治政府の共同出資の鉄道となったが、1981年に国有化された。
1962年には、途中のモンベロからガボンとの国境の町ムビンダまでCOMILOG支線が建設された。この線はムビンダでCOMILOGロープウェイと接続し、ガボンのモアンダで産出されるマンガン鉱石の輸出ルートとなったが、1986年にガボンでトランスガボン鉄道がモアンダまで延びるとともにマンガン輸送は中止となった。COMILOGロープウェイは同時に廃止となったが、COMILOG支線は現在でも運行中である。
2009年にはCOMILOG支線の終点近くにあるマヨコで鉄鉱石の採掘がはじまり、盛んに鉱石輸送が行われるようになった。
1997年のコンゴ内戦の勃発から6年間、鉄道は閉鎖されていたほか、反政府勢力（レジスタンス国民会議）などの攻撃や略奪を受け、しばしば運行を停止している。2007年に英国放送協会は「大半の車両が故障し、荒廃した状態にある」と報道している。2007年には国際連合児童基金によるマラリア予防用の蚊帳の配布のために使用された。